# Vélib'

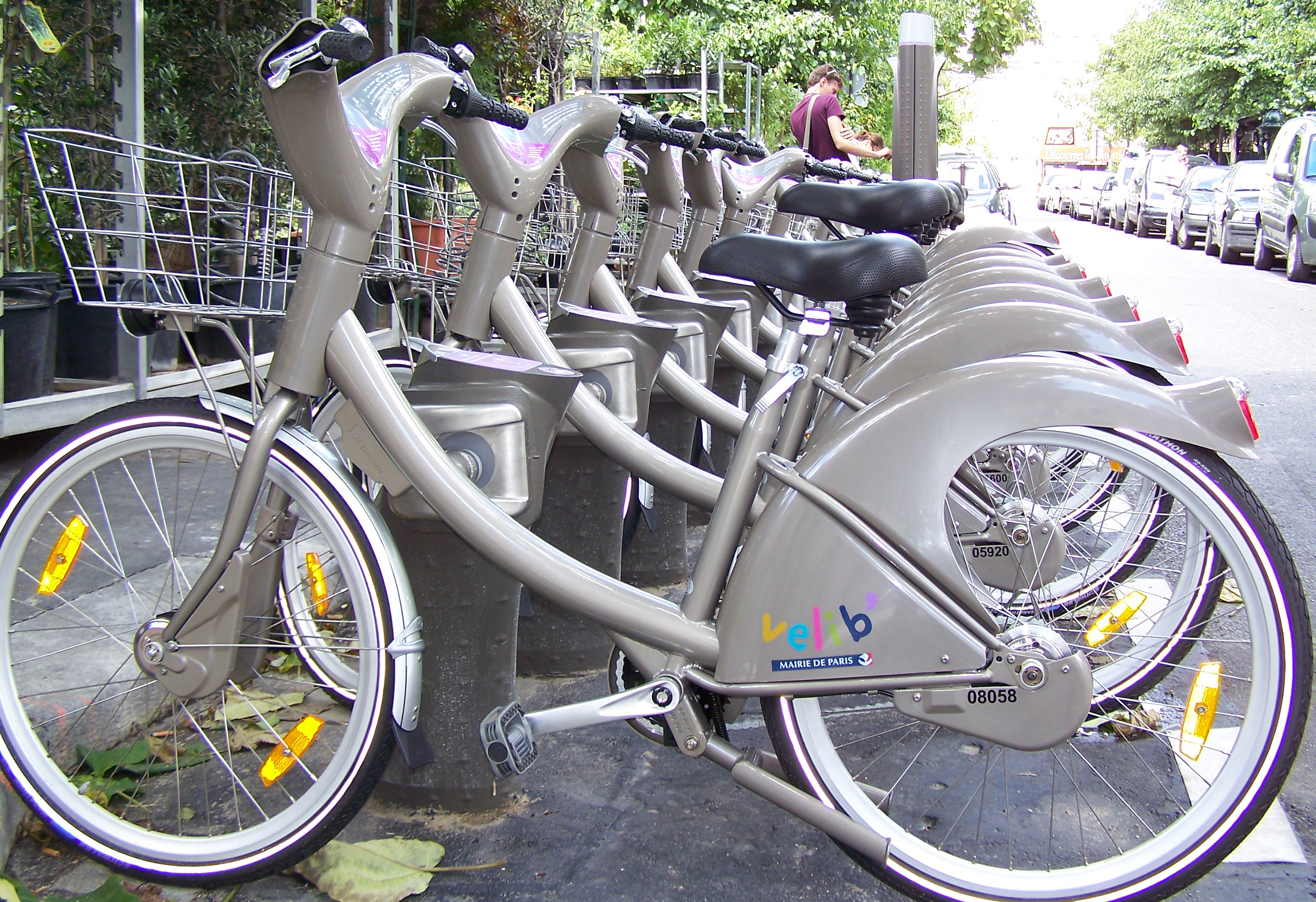
Bicicletas do sistema Velib'.

Vélib 'é o sistema de serviço gratuito de emprétimo de bicicletas em Paris. O serviço foi inaugurado em julho de 2007 com 10 mil bicicletas e 750 estações automatizadas. Criado pela prefeitura parisiense, o sistema é gerido pelo grupo JCDecaux.
O projeto francês foi o primeiro a aplicar, em grande escala, o serviço de bicicletas públicas com estações automatizadas com sucesso. Atualmente, o número de bicicletas é de cerca de 20 mil em mais de mil estações.
A primeira meia hora de uso é gratuita. Após esse período é cobrada uma taxa que varia de acordo com o tempo de uso. O usuário deve ter ao menos 14 anos e mais de 150 cm de altura. Cada bicicleta está equipada com RFID para o reconhecimento da mesma, possui três marchas, farol alimentado por um dínamo, e um pesa de cerca de 22 kg.
As vélib foram fabricadas na Miralago, em Águeda, Portugal.
Em 2012, são 23 mil e estão espalhadas por 1700 pontos de acesso em toda a cidade e arredores. Funcionam 24 horas por dia, sete dias por semana.  
Em cinco anos, estas bicicletas fizeram mais de 130 milhões de trajetos e conquistaram mais de 220 mil clientes anuais. Em 2011 foram alugadas mais de 30 milhões de vezes.